# Storheia
L'Storheia és la muntanya més alta de Bymarka, situada al municipi de Trondheim, al comtat de Trøndelag, Noruega. Fa 566 metres, i se situa a 3 quilòmetres a l'est del poble de Langørjan. En dies clars es pot arribar a veure el mont Snøhetta, a uns 130 quilòmetres de distància.
El primer element del nom és stor, que significa "gran" i l'últim element és la forma finita de hei que significa "turó". Per tant, el nom significa el "gran turó".